# 68 v.Chr.

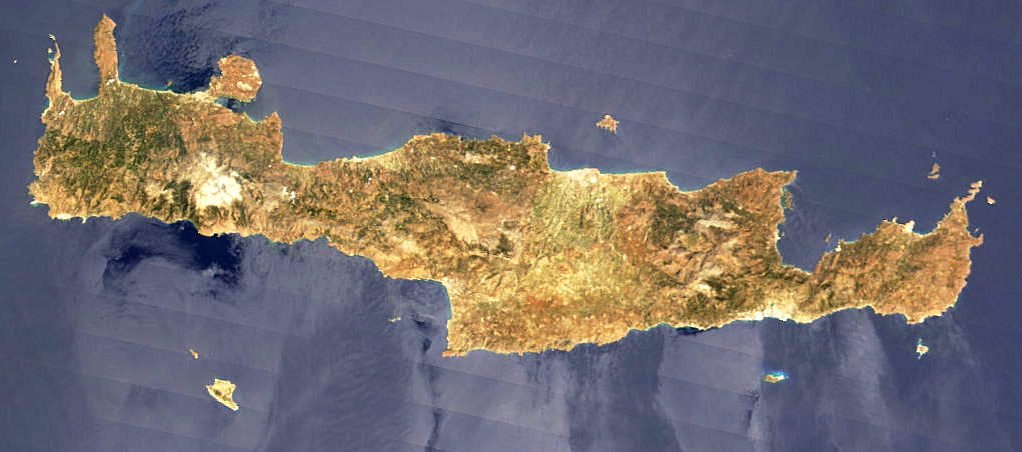
Kreta

Het jaar 68 v.Chr. is een jaartal in de 1e eeuw v.Chr. volgens de christelijke jaartelling.

## Gebeurtenissen

### Italië
- In Rome worden Quintus Caecilius Metellus en Quintus Marcius Rex, door de Senaat gekozen tot consul van het Imperium Romanum.
- Cilicische piraten plunderen de havenstad Ostia, 30 km ten westen van Rome. De Senaat geeft Gnaeus Pompeius Magnus de absolute volmacht om de piraten in de Middellandse Zee te bestrijden, Pompeius krijgt het bevel over de Romeinse vloot (500 schepen) en weet in 89 dagen, in plaats van de geschatte drie jaar de piraten naar Cilicië te verjagen.
- Quintus Caecilius Metellus bezet Kreta en maakt het eiland tot een Romeinse provincie. Hiermee komt de gehele Griekse wereld onder Romeinse heerschappij. Metellus krijgt de eretitel "Creticus".

### Klein-Azië
- Winter - Het Romeinse leger (± 15.000 man) onder bevel van Lucius Licinius Lucullus, verslaat Tigranes II in de Slag bij Artaxata. De legionairs weigeren verder de Armeense bergen in te trekken. Lucullus trekt naar het zuiden en belegert Nisibis, na de inname van de vestingstad maakt hij plannen voor een terugtocht naar Pontus.

## Geboren
- Arsinoë IV (~68 v.Chr. - ~41 v.Chr.), prinses en stiefzus van Cleopatra
- Pheroras (~68 v.Chr. - ~5 v.Chr.), tetrarch van Perea en broer van Herodes de Grote
- Sextus Pompeius Magnus (~68 v.Chr. - ~35 v.Chr.), Romeins veldheer en zoon van Pompeius Magnus

## Overleden
- Antiochus van Ascalon (~127 v.Chr. - ~68 v.Chr.), Grieks filosoof (59)